# Dendropsophus anataliasiasi
Dendropsophus anataliasiasi é uma espécie de anfíbio da família Hylidae.
É endémica do Brasil.
Os seus habitats naturais são: savanas húmidas, matagal húmido tropical ou subtropical, marismas de água doce, pastagens, jardins rurais e lagoas.
Está ameaçada por perda de habitat.